# James Edward Alexander
James Edward Alexander de Westerton KStJ CB FRSE FRGS (Stirling, 16 de octubre de 1803 - Ryde, Isla de Wight, 2 de abril de 1885) fue un militar, explorador, botánico, geógrafo y escritor escocés. Impulsó la colocación de las Agujas de Cleopatra en el Thames Embankment.

## Biografía

### Primeros años
Natural de Clackmannanshire, fue el hijo mayor de Edward Alexander, banquero, y de su segunda esposa, Catherine Glas. Tuvieron que vender en 1827 la casa familiar tras la quiebra de la Stirling Banking Company.
Recibió su formación en Edimburgo, en Glasgow y en el Real Colegio Militar de Sandhurst. En 1837, se casó en Ciudad del Cabo con Eveline Marie Mitchell, hija del coronel Charles Collier Michell, agrimensor general de la colonia del Cabo de Buena Esperanza.

### Carrera militar
En 1820, se unió al ejército de la Compañía Británica de las Indias Orientales, y posteriormente al ejército británico en 1825. En 1826, como ayudante de campo del enviado británico a Persia, presenció los combates durante la guerra entre el Imperio Persa y Rusia. En 1829, estuvo presente en los Balcanes durante la guerra ruso-turca (1828-1829). De 1832 a 1834, presenció en Portugal la guerra de los Dos Hermanos, y en 1835 participó en la 6.ª guerra en la frontera del Cabo. 
Después de su regreso, fue recompensado con el título de caballero. A partir de 1841, sirvió en Canadá y realizó algunas expediciones por el territorio norteamericano. Durante la Guerra de Crimea, participó en el asedio de Sebastopol en 1855, y ocupó un importante puesto durante las guerras de Nueva Zelanda, de 1860 a 1862. 
Se retiró del servicio activo en 1877 y en julio de 1881 se le concedió el rango honorario de general.

### Exploración de África
Fue confundador de la Royal Geographical Society, y en su nombre dirigió una expedición de exploración a Namaqualand y Damaraland, que duró un año, de septiembre de 1836 a septiembre de 1837. 
Durante la expedición, recopiló especímenes de rocas, pieles de animales, armas y herramientas de los herero y los nama. Dibujó algunos mapas de la región y elaboró una primera lista de palabras herero. Posteriormente, el cartógrafo John Arrowsmith utilizó sus datos para dibujar un mapa que acompañaba su libro de la expedición.
Reunió especímenes botánicos y minerales, incluyendo trescientas plantas especialmente preservadas en la Universidad de Cambridge. Sus archivos se conservan en el centro de archivos de Montreal de la Biblioteca y archivos nacionales de Quebec.

## Obras

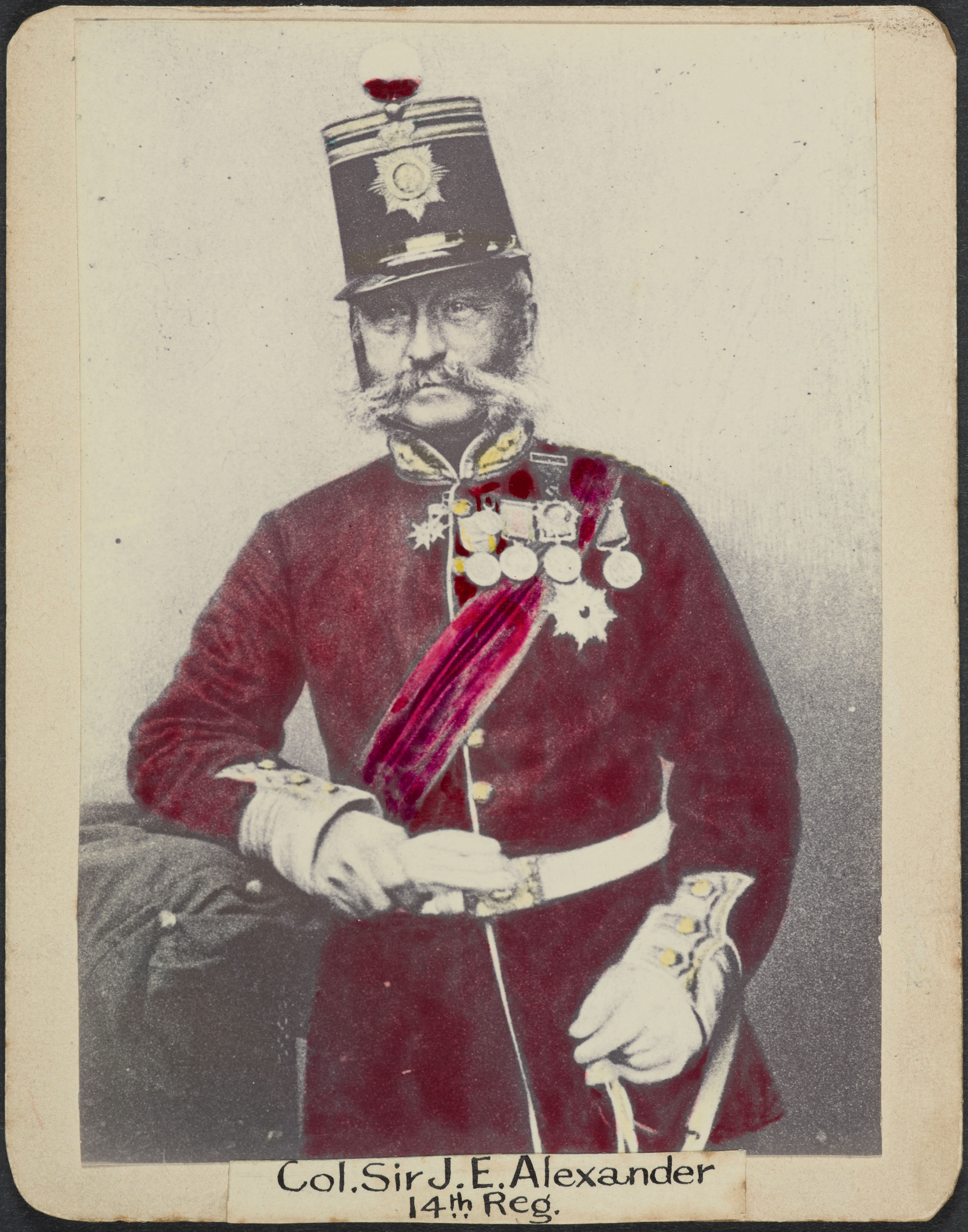
Coronel J. E. Alexander, circa 1860

Escribió numerosas obras sobre sus viajes y sus campañas militares, entre otras las siguientes:
- Travels from India to England: comprehending a visit to the Burman empire, and a journey through Persia, Asia Minor, European Turkey, &c. In the years 1825-26. (1827)
- Travels to the Seat of War in the East, through Russia and the Crimea, in 1829. With Sketches of the Imperial Fleet and Army, Personal Adventures, and Characteristic Anecdotes. (1830)
- Transatlantic Sketches: comprising visits to the most Interesting Scenes in North & South America & West Indies with Notes on Negro Slavery and Canadian Emigration. (1833)
- Sketches in Portugal during the Civil War of 1834: With Observations on the Present State and Future Prospects of Portugal. (1835)
- Narrative of a Voyage of Observation among the Colonies of Western Africa, in the Flag-Ship Thalia; and of a Campaign in Kaffir-Land, on the Staff of the Commander-in-Chief in 1835. (1837)
- An expedition of discovery into the interior of Africa: Through the Hitherto Undescribed Countries of the Great Namaquas, Boschmans, and Hill Damaras, Performed under the Auspices of Her Majesty's Government and the Royal Geographic Society. (1838)
- Life of Field Marshal, His Grace the Duke of Wellington: Embracing His Civil, Military, and Political Career to the Present Time. (1839-40)
- L'Acadie: or Seven Years' Explorations in British America. (1849)
- Passages in the life of a soldier, or, Military service in the East and West. (1857)
- Salmon-Fishing in Canada by a Resident. (1860)
- Incidents of the last Maori-War in New Zealand. (1863)
- Notes on the Maories of New Zealand: with Suggestions for their Pacification and Preservation. (1865)
- The Albatross: Record of Voyage of the "Great Britain" Steam Ship from Victoria to England in 1862. (1863)
- Bush Fighting: Illustrated by Remarkable Actions and Incidents of the Maori War in New Zealand. (1873)
- Cleopatra's Needle, the obelisk of Alexandria. (1879)

## Membresías
- Royal Society

## Eponimia
- Alexander Bay, en la desembocadura del río Orange, lleva su nombre.
- (Bignoniaceae) Catophractes alexandri D.Don[4]
- La abreviatura J.E.Alexander se usa para indicar a esta persona como autor cuando se cita un nombre botánico.